# فلم كالت

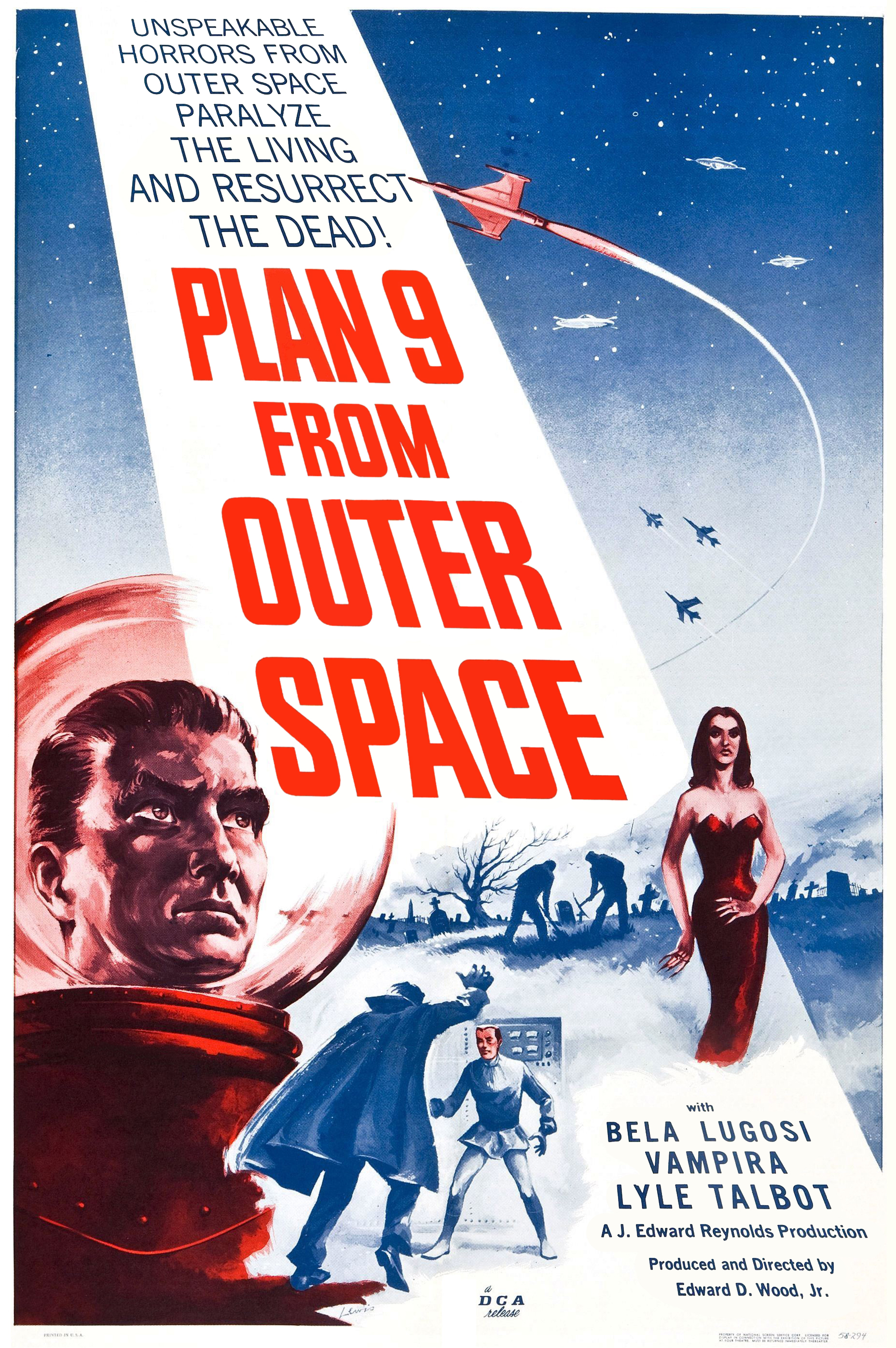
الخطة 9 من الفضاء الخارجي أحد الأمثلة على أفلام الكالت.

فيلم كالت أو فيلم عبادة هو فيلم أكتسب قاعدة جماهيرية كبيرة متفانية وعاطفية تجاه الفيلم. في أغلب الأحيان تلك النوعية من الأفلام لا تحقق إيرادات كبيرة وقت نزولها في السينما وتقابل بأراء سلبية من قبل النقاد ولكنها تشتهر وتقابل بأراء إيجابية في وقت لاحق.